# Højhuset Langenæs
Højhuset Langenæs er et af vartegnene på Langenæs-området i Aarhus. Højhuset er opført i mursten. Af sikkerhedshensyn, er ingen af de benyttede mursten i højhuset manuelt tilhugget, de er derimod brændt i den rigtige størrelse fra teglværket. Efter en omfattende renovering i 1991-92, blev højhusets facader belagt med rødmalede aluminiumsplader. Huset er på 17 etager og er – med en højde på 55 meter – Danmarks højeste murstensbygning. Huset øverste 15 etager rummer 90 lejligheder på 1-4 værelser. De to nederste etager anvendes af forskellige erhvervsdrivende, herunder Langenæs Handicapcenter, der en paraplyorganisation i Aarhus Kommune med 22 forskellige handicap- og patientforeninger tilknyttet.
Højhuset er opført af Arbejdernes Andels Boligforening i perioden 1967-71 efter tegninger af arkitektfirmaet Salling-Mortensen og rådgivende ingeniørfirma Askøes Eftf.